# Ragone (torrente)
Il Ragone è un torrente della Toscana affluente di sinistra del fiume Era a sua volta affluente dell'Arno.
Nasce dal Poggio Fiore a 624 m. e si sfocia dopo 14 km in Era a Rattaione, comune di Lajatico (PI).